# Ada Rapoport-Albert

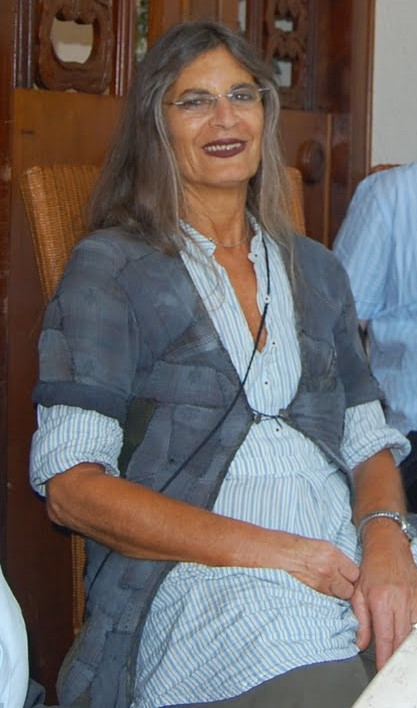
Ada Rapoport-Albert im Jahre 2011

Ada Rapoport-Albert (hebräisch עדה רפפורט-אלברט; geboren 26. Oktober 1945 in Tel Aviv; gestorben 18. Juni 2020 in London) war eine israelisch-britische Hochschullehrerin, deren Forschungsschwerpunkte die jüdische Mystik, Sabbatianismus und die Rolle der Geschlechter im chassidischen Judentum waren. Sie war auch Präsidentin der „Jewish Historical Society of England“.

## Leben und Wirken
Ada Rapoport-Albert kam als einzige Tochter von Alma Rapoport, geborene Tager und Zalman Rapoport in einer jüdischen Familie zu Welt. Ihre Mutter, Alma, wurde in Sofia (Bulgarien) geboren, studierte in Wien und kam 1939, am Vorabend des Ausbruchs des Zweiten Weltkriegs, in das Mandatsgebiet Israel. Ihr Vater, Zalman Rapoport, wurde in Berditschew (damals in Russland und heute in der Ukraine) geboren und kam 1914, am Vorabend des Ausbruchs des Ersten Weltkrieges, mit seinen Eltern als fünf- oder sechsjähriges Kleinkind im osmanischen Gebiet des heutigen Israels an. Ihre Mutter war Pianistin und ihr Vater, Absolvent des Hebräisches Herzlia-Gymnasiums, später studierte er Agronomie in Belgien und engagierte sich nach seiner Rückkehr nach Israel als Agronom im Landwirtschaftsministerium und war später, nach der Staatsgründung, im israelischen Landwirtschaftsministerium tätig. Rapoport-Albert wuchs am Rothschild Boulevard in Tel Aviv in einem säkularen israelischen Umfeld auf.
Rapoport leistete ihren Militärdienst bei den israelischen Streitkräften, wo sie von 1963 bis 1965 als angehende Schauspielerin und Sängerin in der Unterhaltungstruppe der Streitkräfte tätig war. Im Jahre 1965 begann sie zunächst in London eine Theaterausbildung, die sie intellektuell und künstlerisch unbefriedigend empfand, und so suchte sie nach anderen Herausforderungen. Ada entschied sich, in London zu bleiben und am Institut für Hebräische und Jüdische Studien am UCL zu studieren.
Sie studierte u. a. bei Joseph G. Weiss am Institute of Jewish Studies des University College London ihre Dissertation zu schreiben. Sie schrieb eine Arbeit über den chassidischen Zaddik Rabbi Nachman, die sie 1974 beendete. Nach dem Tod von Weiss im Jahr 1969 wurde ihr neuer Doktorvater Chimen Abramsky. Nach einem kurzen Aufenthalt an der University of Oxford wurde Rapoport-Albert Associate Professor für jüdische Geschichte am University College London (UCL). Im Jahr 2002 übernahm sie als Leiterin die Abteilung für Hebräische und Jüdische Studien am UCL. Sie hatte auch Gastprofessuren an anderen universitären Institutionen inne. Rapoport-Albert ging 2012 in den Ruhestand, setzte ihre Forschungen jedoch bis zu ihrem Tod im Jahr 2020 fort.
Rapoport-Albert hatte mit ihrem Partner, ihrem ehemaligen Ehemann Bill Albert (1942), der an der University of East Anglia Wirtschaftswissenschaften lehrte zwei Kinder, eine Tochter Maya die 1972 geboren wurde und einen Sohn Shaul geboren 1977.
Ihr Leben wurde durch eine Krebserkrankung vorzeitig beendet.

## Veröffentlichungen (Auswahl)
- Women and the Messianic Heresy of Sabbatai Zevi, 1666–1816. Litttman Library of Jewish Civilization, London 2015, ISBN 978-1-906-76480-7
- Female Bodies – Male Souls: Asceticism and Gender in the Jewish Mystical Tradition. Litttman Library of Jewish Civilization, London 2015, ISBN 978-1-874-77477-8
- Hasidic Studies: Essays in History and Gender. Liverpool University Press, 2018
- zusammen mit David Assaf: Let the Old Make Way for the New: Studies in the Social and Cultural History of Eastern European Jewry Presented to Immanuel Etkes. 2 vols., The Shazar Center for Jewish History, Jerusalem 2009
- zusammen mit Gillian Greenberg: Biblical Hebrew, Biblical Texts: Essays in Memory of Michael P. Weitzman. Sheffield Academic Press, Sheffield 2001
- Hasidism Reappraised. Litttman Library of Jewish Civilization, London 1996
- Essays in Jewish Historiography. History and Theory Beiheft, 27; Wesleyan University 1988, Reprinted by Scholars Press, Atlanta, Georgia 1991.
- zusammen mit Steven J. Zipperstein: Jewish History - Essays in Honour of Chimen Abramsky. Nicolson & Weidenfeld: Peter Halban, London 1988
- The Emergence of a Female Constitutency in Twentieth Century HaBaD. In: D. Assaf, A. Rapoport-Albert (Hrsg.): Let the Old Make Way for the New. Vol. 1, English Section, S. 7–68.
- On the Position of Women in Sabbateanism. Jerusalem Studies in Jewish Thought 16 (2001), S. 143–327, in Hebräisch
- God and the Zaddik as the Two Focal Points of Hasidic Worship. In: Gershon David Hundert (Hrsg.): Essential Papers on Hasidism. New York University Press, New York and London 1991, S. 296–325.
- The Hasidic Movement After 1772 – Structural Continuity and Change. In: A. Rapoport-Albert (Hrsg.): Hasidism Reappraised. S. 76–140.
- On Women in Hasidism: S. A. Horodecky and the Maid of Ludmir Tradition. In: A. Rapoport-Albert, S. J. Zipperstein (Hrsg.): Jewish History: Essays in Honour of Chimen Abramsky. S. 495–529
- Hagiography with Footnotes: Edifying Tales and the Writing of History in Hasidism. History and Theory, (1988) 27(4), 119–159.
- zusammen mit Theodore Kwasman: Late Aramaic: The Literary and Linguistic Context of the Zohar. Aramaic Studies, (2006) 4(1), 5–19.
- From woman as Hasid to woman as “Tsadik” in the teachings of the last two Lubavitcher rebbes. Jewish History, (2013) 27(2), 435–473.